# Södermanlands runinskrifter 81
Södermanlands runinskrifter 81 är en nu försvunnen vikingatida runsten som funnits i Rambron, Torshälla socken och Eskilstuna kommun. Stenen är 2,31 meter hög och har en största bredd på 95 centimeter.

## Inskriften
Translitterering av runraden:
[...-k + -----kt (a)i--u -...]
Normalisering till runsvenska:
... ... ... ...
Översättning till nusvenska:
...